# Gottfried Helnwein
Gottfried Helnwein (8 de octubre de 1948, Viena) pintor, fotógrafo y artista de performance austro-irlandés maestro del reconocimiento sorpresivo.
Helnwein estudió en la Universidad de Artes Plásticas en Viena (Akademie der Bildenden Kunste, Wien). Le fue otorgado el premio de Master Class (Meisterschulpreis) en la Universidad de Artes Plásticas en Viena, el premio Kardinal-Konig y el premio Theodor-Korner.
Sus primeros trabajos consistían principalmente de acuarelas hiperrealistas de niños heridos, así como performances —a menudo con niños— en lugares públicos. Helnwein es un artista conceptual, interesado principalmente en la ansiedad psicológica y sociológica, así como en temas históricos y políticos. Como resultado de esto, su trabajo suele ser considerado provocativo y controvertido. Helnwein ha trabajado como pintor, dibujante, muralista, fotógrafo, escultor y artista de performance, utilizando una gran variedad de técnicas y medios. También es conocido por su diseño de vestuario y escenografía teatral, tanto de ballet como de ópera. Entre ellas cabe mencionar Staatsoper Hamburg, Volksbuhne Berlin y la Ópera de Los Ángeles. 

## Cronología
- En 1982 la Universidad de Ciencias Aplicadas le ofrece a Helnwein una docencia, la cual rechaza.[¿quién?][cita requerida](sin fundamento).
- En 1985 Rudolf Hausner recomienda a Helnwein como su sucesor para el puesto de profesor de máster class de pintura en la Universidad de Artes Plásticas en Viena, sin embargo Helnwein se muda de Viena a Alemania.
- La película “Helnwein”, producida por la televisión Nacional de Alemania y Austria, recibe el premio de Adolf-Grimme como mejor Documental para televisión. También recibe los premios Eduard-Rhein y Goldenen Kader.
- Además de su obra realista realizada durante este periodo, Helnwein empieza a desarrollar estilos abstractos y expresivos de pintar.
- En 1988,A pesar de ser admirador de Hitler como lo manifiesta con sus primeros trabajos y en algunos videos propios y entrevistas, hace una exhibición con el tema el recuerdo de La Noche de los Cristales Rotos' hace cincuenta años' para así opacar un poco su inclinación(Kristallnacht[2]), el principio del Holocausto, , Helnwein instala una exposición de cien metros en el centro de la ciudad de Colonia, entre el Museo de Ludwig y la Catedral de Colonia. Después de esto ha hecho exposiciones de gran envergadura en lugares públicos como una parte importante de su trabajo.
- En 1990 empieza a centrarse en fotografías de cámara digital e imágenes generadas por computadora, las cuales combina con técnicas clásicas de pintura al óleo.
- En 1994 diseña el escenario del teatro, el vestuario y el maquillaje para Macbeth.[3] Una producción del Teatro de Coreografía de Johann Kresnik en Volksbuhne Berlín. A la obra de teatro se le fue otorgado el Premio Obra de Teatro de Berlín.
- En 1997 se muda a Irlanda. Trabaja con el grupo alemán Rammstein en la sesión de fotos para el álbum Sehnsucht.
- En este mismo año el Museo del Estado de Rusia en San Petersburgo organiza una exposición retrospectiva y publica una monografía del artista.[4]
- En 2000 el Museo de Arte Moderno de San Francisco, el Museo de Arte del condado de Los Angeles y otros museos americanos exponen las obras de Helnwein.
- En el 2001 diseña la escenografía y el vestuario para Hamburgische Staatsoper, la ópera de Ígor Stravinski (The Rake's Progress).
- En 2002 establece su taller en Los Ángeles.
- Estrena el Documental de Helnwein Novena Noche de Noviembre (Nenuter November Nacht) en el Museo de Tolerancia, Centro de Simon Wiesenthal en Los Ángeles. Colabora con Marilyn Manson en el proyecto multimedia La Era Dorada del Grotesco.[5] También hace vídeos y proyectos de cine con el actor Sean Penn.
- En el 2004 hace la exposición El Niño[6] en el Museo de Bellas Artes en San Francisco.
- Colabora con Maximilian Schell para la ópera de Richard Strauss Der Rosenkavalier (El caballero de la rosa)[7] en Los Ángeles.
- Helnwein recibe su ciudadanía Irlandesa.

Gottfried Helnwein vive en Irlanda y en Los Ángeles.

## Citas
"La función del artista es evocar la experiencia del reconocimiento sorpresivo: mostrarle al espectador lo que él sabe pero no sabe que sabe.

Y Helnwein es un maestro del reconocimiento sorpresivo".

William Burroughs

## Publicaciones selectas
- El Niño, Obras por Gottfried Helnwein

Exposición por un Hombre 2004

Museos de Bellas Artes de San Francisco

Robert Fynn Johnson, Harry S. Parker

(ISBN 0-88401-112-7)
- Helnwein, Monografía

Gottfried Helnwein, Retrospectiva 1997

Museo del Estado de Rusia en St. Petersburg

Alexander Borovsky, encargado del Museo de Arte Contemporáneo

Klaus Honnef, Peter Selz, William Burroughs, Heiner Muller, H.C Artman.

(ISBN 3-930775-31-X)
Koenemann, 1999 (ISBN 3-8290-1448-1)
- Helnwein- Novena Noche de Noviembre, 2003

El Documental

Museo de Tolerancia, Simon Wiesenthal. Los Ángeles

Johnathon Keats, Simon Wiesenthal

- Gottfried Helnwein - Una expresión del dolor, 2005

Michelle Dana Missrie, Instituto de cultura Superior A,C. México